# ريد هود
القلنسوة الحمراء (بالإنجليزية: The Red Hood)‏ هو أسم مستعار أستخدم من قبل العديد من الشخصيات الخيالية والمنظمات الإجرامية التي تظهر في الكتب المصورة الأمريكية التي تنشر من قبل دي سي كومكس. جيسون تود هو أكثر النسخ شهرة على الإطلاق، وهو تولى هوية القلنسوة الحمراء في أستمرارية دي سي كوميكس الرئيسية.

## السيرة الذاتية للشخصية الخيالية

### جيسون تود
يظهر قلنسوة حمراء جديد في قصة باتمان: تحت القلنسوة خلال كوميكس باتمان, تم كتابته بواسطة جود وينيك. جيسون تود روبن السابق قُتل بواسطة الجوكر في باتمان: وفاة في العائلة، وتم الكشف بأنه قد بعث عن طريق رأس الغول في حفرة لازاروس. لكن الحفرة تغيره وتغير عواطفه ويصبح القلنسوة الحمراء الجديد. ويواجه بأول ظهور له في مواجهة مصيرية مع من يشعر بأنهم أساءوا إليه. ويضرب الجوكر بعتلة (يعكس الطريقة التي عذبه بها الجوكر قبل قتله بقنبلة) ثم يقوم بأختطافه. يفرض القلنسوة الحمراء الجديد السيطرة على العصابات المختلفة في مدينة غوثام وويبدأ حرب من رجل واحد ضد الإمبراطورية الجنائية للقناع الأسود. ويحاول بنشاط تطهير المدينة من الفساد، مثل تجارة المخدرات غير المشروعة وعنف العصابات، ولكن بطريقة عنيفة، كـبطل مخالف للعرف. ويدخل في نهاية المطاف بصراعات ضد باتمان والأبطال الآخرين الحلفاء، بما في ذلك جناح الليل، روبن الجديد (تيم دريك), أونيكس، والسهم الأخضر.
في القصة الثانية من باتمان وروبن التي كتبت من قبل غرانت موريسون وفيليب تان، يستعيد جايسون عباءة القلنسوة الحمراء. بهدف جعل مفهوم باتمان قد عفا عليه الزمن، يبذل الكثير من الجهد في العلاقات العامة: فهو يغير بشكل جذري زي القلنسوة الحمراء ليبدو أشبه بزي خارق تقليدي، ويوظف صديقه الخاص المعروف بأسم سكارليت. في حربهم على الجريمة، القلنسوة الحمراء وسكارليت يقتلان المجرمين والأشرار وأي شخص يقف في طريقهم بدون قيود، حتى الشرطة. بعد كل عمليات القتل يترك وراءه بطاقة دعوة التي تنص على «السماح للعقوبة لتناسب الجريمة». ويصف ثأره ضد ديك جريسون بأنه «أنتقام رجل مجنون بقناع ضد رجل مجنون آخر بقناع».
بعد العبث غير المقصود من باري ألين بالأستمرارية، يظهر القلنسوة الحمراء، جنباً إلى جنب مع أرسنال وستارفاير، بأعتباره واحداً من الخارجين عن القانون, وهي مجموعة متماسكة من الأبطال المخالفين للعرف. لا يزال فوق القتل، ولا يزال غاضباً من العالم، عاد جايسون الآن إلى زي ملابس الشارع، متخلياً عن عداءه مع باتمان للقيام بمهام سرية. في النهاية، يتصالح جايسون مع باتمان، ويدعوان إلى هدنة بينهما.
في مقابلة مع فنان غلاف الأزمة اللانهائية، تقول جانين شايفر بأن جيف جونز كان كان يعتزم في الأصل إعادة القلنسوة الحمراء كجايسون تود من عالم الأرض-اثنين، ولكن تم تجاهل مثل هذه الخطط.

### عصابة القلنسوة الحمراء
في الـ52 الجديدة، تمهيد 2011 في عالم دي سي كوميكس، تظهر عصابة تدعى بالـ«القلنسوة الحمراء» في العدد صفر من باتمان. الشاب بروس واين، لم يكن بعد باتمان، قد عاد مؤخرا إلى غوثام لبدء مهنة مكافحة الجريمة. كان أحد أهداف بروس المبكرة هو عصابة القلنسوة الحمراء، والذي تمكن من التسلل إلى داخلها. لسوء حظ بروس، عرف زعيم عصابة القلنسوة الحمراء بأن مجموعته قد تم التسلل إليها وتمكن من التخلص من بروس المقنع بأعتباره الجاني. رغم أن عصابة القلنسوة الحمراء حاولت قتله، تمكن بروس من الهروب إلى المجاري بعد أن ظهرت الشرطة لتفريق السرقة. وفي النهاية، تتبعه عصابة القلنسوة الحمراء إلى المجاري، ولكن تسمح دراجة نارية نموذجية مخبأة في الأنفاق لبروس بالهروب. في وقت لاحق تظهر عصابة القلنسوة الحمراء خارج شقة بروس، ويحددهم داخل نطاقه من أجل ضربهم في سلسلة غوثام المقبلة يمنح القناع المستخدم الحظ المدقع في السلسلة حتى يقوم الضابط بولوك بقتل القائد الرسمي ويأخذ القناع بعيداً عن العصابة.
عاودت عصابة القلنسوة الحمراء الظهور في قوس القصة الأولى من حدث «العام صفر» حدث «المدينة السرية»، حيث يتورط بروس مع عصابة القلنسوة الحمراء قبل خمسة أشهر من ميلاد باتمان لإفساد خططهم لإغراق شاحنة صغيرة مليئة بالرجال الذين رفضوا الأنضمام إلى صفوفهم. خلال هذا اللقاء، تبين بأن صفوف عصابة القلنسوة الحمراء قد توسعت. وتبين بأن زعيمهم بدأ منذ ذلك الحين يبتز المواطنين الأبرياء من غوثام بالأنضمام إلى العصابة، مهددين بالعنف ضدهم إذا ما رفضوا بأن يكونوا أتباعه. في نهاية المطاف يقومون بسرقة منطاد ينتمي إلى البطريق وعدة أسلحة من شركة صناعات واين. يكتشف بروس بأن عصابة القلنسوة الحمراء تقوم بأعمال تجارية مع عمه، فيليب كين، الذي كان يبيع لعم أسلحة بعد إجباره على الأنضمام إلى العصابة. عندما يكتشف بروس ذلك، يذهب ليخبر ألفريد، ولكن قنبلة من عصابة القلنسوة الحمراء «للترحيب بعودته إلى المدينة» تفجر الشقة.
برز دافع عصابة القلنسوة الحمراء إلى النور، وتم كشف النقاب عن أنهم أستلهموا ذلك من تأثير قتل والدي بروس في المدينة. لقد جعلت جريمة قتل الطبيب المحبوب والشهير واين وزوجته من سكان مدينة غوثام خائفين، حيث أنه حتى الأثرياء والأقوياء يمكن أن يقتلوا من قبل مجرم عشوائي، لا أحد كان في مأمن من التعرض للإيذاء. محتضنة العدمية، عصابة القلنسوة الحمراء، تقتل، وتسرق، وتسبب المعاناة من أجل جعل المواطن العادي على علم بحياته بأنها عديمة القيمة ويمكن قتله في أي لحظة.
كانت ذروة حملة «عصابة القلنسوة الحمراء» هي خطتهم لتولي مصنع آس للمواد الكيميائية وأستخدام موارده لإنشاء البكتيريا آكلة اللحم. بروس واين، باتمان، يجذب دائرة شرطة مدينة غوثام إلى المصنع. خلال المعركة التي تلت ذلك، يصاب فيليب كين بجروح قاتلة من قبل الزعيم الذي يتهمه بالخيانة. وتهاجم الشرطة المصنع وتلقى القبض على العصابة، بينما يطارد باتمان الزعيم، يقع في نهاية المطاف في حاوية من المواد الكيميائية بدلاً من أن يؤخذ على قيد الحياة. وبعد بضعة أيام، تكتشف الشرطة جثة الزعيم المفترض للعصابة، ليام ديستال، محشوة في برميل من الغسول. وقد حل الغسول جزءاً كبيراً من رفاته، مما يعني بأنه لا توجد طريقة لمعرفة متى تم قتله ووضعه هناك. يخطئ بروس بأن زعيم القلنسوة الحمراء الذي صادفه كان محتالاً وقد قتل ديستال وأخذ مكانه، ولكن لم تكن هناك طريقة لتأكيد ذلك أو معرفة متى قتل المحتال القاصي. وبعد ذلك، قُتل بقية أعضاء العصابة في أنفجار قام به الجوكر. ومن المفترض بأنه بعد هذا الحادث، أنقرضت عصابة القلنسوة الحمراء رسمياً.

## إصدارات أخرى

### قدوم المملكة
لالا علاقة لهما بتجسيد الجوكر وجايسون تود للقلنسوة الحمراء، هو قلنسوة حمراء من الـسلسلة المحدودة قدوم المملكة. إن القلنسوة الحمراء من قدوم المملكة هي ليان هاربر أبنة البطل الخارق روي هاربر والشريرة الخارقة شيشاير. نبالة ماهرة مثل والدها، زيها وأسمها على غرار شخصية ذات الرداء الأحمر وربما روبن هود. زي ليان هو أيضاً جزئياً على الأقل على غرار منشورات سنتور' السهم

### القلنسوة الحمراء والخارجين عن القانون
في العدد الأول من كوميكس أعادة الأحياء الجديدة، نرى نسخة أحدث من القلنسوة الحمراء الذي عرفناه من قبل. في السلسلة الجديدة «القلنسوة الحمراء والخارجين عن القانون» نرى جايسون تود (القلنسوة الحمراء) يبعث نفسه حرفياً ويصبح رجل جيد. سكوت لوبديل (27 يوليو 2016) القلنسوة الحمراء والخارجين عن القانون (العدد # 1)

### عالم دي سي الرسوم المتحركة كوميكس
تظهر نسخة من الرسوم المتحركة للشخصية في نهاية مغامرات باتمان #8. كان من المفترض أن يكون حبكة فرعية يجب حلها فيما بعد، لكن إلغاء السلسلة المستمرة حالت دون ذلك. على الرغم من أن الفريق الإبداعي وراء القصة (دان سلوت وتي تمبلتون) كانا يأملان في الحصول على فرصة لحل المشكلة، إلا أنهما لم يفعلوا ذلك بعد. وقد تم ذكر بأن هذا القلنسوة الحمراء هو شخص حاسم في عالم دي سي الرسوم المتحركة.
ذكر دان سلوت بأن خلفية الشخصية سترتبط بعلاقة فرعية مع لوسيوس فوكس، وعصابة فاليسترا (من باتمان: قناع التوهم) وعائلة باورز (بما في ذلك الرضيع ديريك باور من باتمان بايوند)
على الرغم من أن قصة القصص المصورة لم تتم متابعتها، قال دان سلوت لموقع المعجبين The Worlds Finest, «أستمرت مغامرات باتمان، وقال دان سلوت، بأن القلنسوة الحمراء قد تم الكشف عنها بأنها أم أندريا بومونت، فيكتوريا بومونت، الذي صادف بأن تكون الزعيم الحقيقي لعصابة فاليسترا، منذ سنوات مضت، قامت بتزييف وفاتها في محاولة لإخراج عائلتها من عصابة فاليسترا، وكانت خيبة أمل لرؤية عائلتها تقع في نهاية المطاف في براثنها. ومع ذلك، عندما رأت ما حدث لزوجها، وفي النهاية لأبنتها، شعرت بأن الوقت قد حان ليس فقط للثأر من عصابة فاليسترا، بل أن تأخذ غوثام لنفسها، ومن المحتم بأن يؤدي ذلك إلى مواجهة مدمرة بينها وبين باتمان وأندريا بومونت.»

### فرقة العدالة: الجيل الضائع
يتم عرض نسخة مستقبلية من القلنسوة الحمراء في فرقة العدالة: الجيل الضائع #14. هنا، تك الكشف بأنه شريك باتمان في تلك الحقبة، فضلاً عن عضو في فرقة العدالة. أسمه الحقيقي هو توماس جريسون، مما يعني بأنه مرتبط بديك جريسون.

### باتمان '66
تظهر نسخة من القلنسوة الحمراء في باتمان '66 (الذي يستند إلى مسلسل باتمان 1990s التلفزيوني). هنا، يهدد المدينة إذا لم يتم تسليم الجوكر إليه في منتصف الليل. على الرغم من محاولات باتمان للقبض على القلنسوة الحمراء، يهرب مع الجوكر. وقد تم الكشف عن أن القلنسوة الحمراء هو البروفيسور أوفرباك، وهو طبيب في مصحة آركام. أسلوبه الجديد في علاج المرضى عن طريق أستخدام الموجات الدماغية لتصحيح عقولهم يأتي بنتائج عكسية عند أستخدامه على الجوكر. وهكذا فعندما يرتدي الخوذة، ويتصرف بمثابة الشرير مع كامل معرفة الجوكر. يتم تبرئة البروفيسور أوفرباك من جرائمه ويتم إغلاق خوذة القلنسوة الحمراء بعيداً من أجل حفظها.

## في وسائل الإعلام الأخرى

### التلفزيون
- يظهر تجسيد الجوكر للقلنسوة الحمراء في باتمان: الجرأة والشجاعة، الذي عبر عنه جيف بينيت. هذه النسخة هي بطلة واقعية بديلة للجوكر ويظهر بأنه مقاتل ماهر للغاية، قادرة على مواجهة ضد أعضاء متعددين من نقابة الظلم بنفسه. بالإضافة إلى ذلك، يمتلك أسلحة مقذوفة على شكل البستوني (إشارة إلى أسلوب لعب نظيره السائد). مثل نظيره الأصلي، تم تشويه القلنسوة الحمراء بعد سقوطه في وعاء كيميائي في مصنع آس الكيميائي لكنه كان بالفعل بطلًا خارقًا وتم ألقائه عن عمد من قبل آول مان، تاركاً عقله منحني ولكن لم ينكسر'. في الحلقة «غطاء عميق لباتمان!»، يحاول أن يحشد أبطاله في العالم (نسخ بديلة للأشرار من الكون «الطبيعي») ضد نقابة الظلم، ولكنهم ينهزموا. يهرب القلنسوة الحمراء ويحاول أستخدام جهاز لتجنيد المساعدة من الأرض 'السائدة' ولكن يتم القبض عليه من قبل نقابة الظلم. بعد تعرض باتمان للهجوم من قبل آول مان (تم إرساله إلى عالم باتمان في مهمة أستطلاعية)، يسافر إلى بُعد القلنسوة الحمراء. خلال مشاهد في هذه الحلقة، يظهر وجه القلنسوة الحمراء، وإن كان ذلك في الظل الذي يُظهر القليل من الشعر الأخضر وأبتسامة عريضة تشبه بوضوح أبتسامة الجوكر. بعد أن يتم إطلاق سراح الأبطال وهزم الأشرار، القلنسوة الحمراء يشكر باتمان ويأمل بأن نظيره يمكن أن يعود صالحاً.[12] من المؤكد بأن في الحلقة القادمة «أنتهت اللعبة بالنسبة لآول مان!», يضطر باتمان بتكوين فريق متابعة مع الجوكر من أجل هزيمة آول مان (الذي كان ينتحل شخصية باتمان ويخرب سمعته أثناء غيابه).
- في أبطال التايتنز إنطلقوا!في حلقة «المساعد» تظهر القلنسوة الحمراء التابعة للجوكر في كهف الوطواط.
- تظهر عصابة القلنسوة الحمراء في المسلسل التلفزيوني غوثام.[13] كما رأينا في نفس-الحلقة بعنوان «القلنسوة الحمراء»، تتكون المجموعة من غاس فلويد (يصور مايكل غولدسميث)، كلايد ديسترو (يصوره جوني كوين) من تروب (صور من قبل بيتر برينسينغر)، ريغان (صور من قبل كيفن ت. كولينز)، هاسكينز (صور من قبل بيتر البرينك). هوية القلنسوة الحمراء هي تصور من قبل عضو العصابة غاس فلويد الذي صنع قناع القلنسوة الحمراء وأرتداه على رأسه. تظهر عصابة القلنسوة الحمراء أولاً حين تسرق بنكاً. يحاول حارس أمن منعهم إلا أن يُطرح أرضاً. تسرق عصابة القلنسوة الحمراء المال ويقوم العضو ذو القلنسوة الحمراء برمي المال إلى الحشد لتضليل الشرطة. ثم تخطط العصابة للتحرك المقبل في كليغ للسيارات. بعد أن ذكر غاس بأن من يرتدي القلنسوة الحمراء ينبغي أن يكون زعيم عصابة القلنسوة الحمراء، يقوم عضو العصابة كلايد ديسترو بأطلاق النار على غاس فلويد ويأخذ قناع القلنسوة الحمراء لقيادة العصابة. يعثر جيمس جوردون وهارفي بولوك على جثة غاس في كليغ للسيارات. ثم تقوم عصابة القلنسوة الحمراء بالأغارة على بنك آخر مدعياً بأنهم يريدون تأمين البنك بسرقة مال الخزنة. في وقت لاحق يقترب من كلايد أحد عملائه أسمه الحركي تروب يريد قناع القلنسوة الحمراء لإقناع صديقته. عند وصول بولوك إلى شقة كلايد يجد كلايد مطروح أرضاً مع جرح سببته رصاصة بينما تروب قد هرب بعيداً. بينما كان بولوك يريد أسماء أفراد عصابة القلنسوة الحمراء، يعثر غوردون على قروض مرفوضة ويتضح بأن كلايد هو خباز طلب المال من البنك ولكن تم رفض طلبه. عند العثور على دليل للسرقة المقبلة للبنك، الأعضاء الثلاثة الباقين من عصابة القلنسوة الحمراء يتواجهون مع الشرطة الأمر الذي يؤدي إلى تبادل لاطلاق النار حيث يُقتل كل من تروب، ريغان، وهاسكينز. في حين أن ضباط الشرطة لا يزال في البنك يبحث عن قناع القلنسوة الحمراء، تم العثور عليه في وقت لاحق على الرصيف من قبل شاب مجهول. عند أرتدائه للقلنسوة، يقوم الولد بأيماء أطلاق النار على ضباط الشرطة. وفقا ل «جوثام كرونيكل» على الإنترنت، ينجو كلايد من جرح المسدس وهو في عهدة الشرطة.[14] في حلقة «المدينة المجنونة: أي شيء من أجلك» تظهر نسخة ثانية من عصابة القلنسوة الحمراء. الراعي السري لهذه المجموعة هو بوتش غلزين، وتتألف من زعيم مجهول (يصوره مايكل ستويانوف) وبعض الأعضاء المجهولين. ظهرت عصابة القلنسوة الحمراء ثانية للمرة أولاً حين أقتحمت المؤتمر الصحفي للعمدة أوزوالد كابلبوت ودمرت تمثال غيترود كابلبوت. عندما أكتشفت باربرا كين وتابيثا غالفان علاقة بوتش مع عصابة القلنسوة الحمراء أثناء تواجده مع الفريق، يقوم بوتش غلزين بأستخدم رشاش طومسون ويقتل جميع أعضاء عصابة القلنسوة الحمراء في وقت وصول أوزوالد كابلبوت ورئيس الطاقم إدوارد نيغما. في وقت لاحق في حفلة العمدة كابلبوت في ذا سايرنس، يتوصل نيغما بعلاقة بوتش بهم وتقوم سلسلة من الأحداث في الحفلة التي تكشف أرتباط بوتش بعصابة القلنسوة الحمراء.

### الأفلام
- يظهر تجسد جايسون تود للقلنسوة الحمراء كخصم رئيسي في فيلم الرسوم المتحركة لعام 2010 باتمان: القلنسوة الحمراء، عبر عنه جنسن آكلز. وقد تمت الإشارة إلى النسخة الأصلية من القلنسوة الحمراء (التي عبر عنها جون ديماجيو) خلال الأسترجاع الفني، والتي تشير إلى أحداث النكتة القاتلة حيث ادعى الرجل أنه «تم إعداده». كما يعني ضمنياً بأن العديد من الأشخاص قد أستخدموا شخصية القلنسوة الحمراء.
- في فيلم الرسوم المتحركة لعام 2013 فرقة العدالة: ذا فلاشبوينت بارادوكس, يمكن رؤية تمثال نسخة جوكر من القلنسوة الحمراء داخل كهف الوطواط.
- يظهر إصدار الجوكر من القلنسوة الحمراء في باتمان: النكتة القاتلة, عبر عنه مارك هاميل. يفترض الرجل الذي سيصبح الجوكر هذا الأسم المستعار عندما قاد بعض المجرمين إلى مصنع آس الكيميائي الذي أدى إلى مواجهة مع باتمان. على عكس ما هو مذكور في الكوميكس، فإن الرجل الذي أصبح جوكر يتعثر ويسقط داخل وعاء كيميائي.
- نسخة من القلنسوة الحمراء تجعل لها حجاباً في ليغو باتمان الفيلم. ويبدو كواحد من الأشرار الذين يستخدمهم الجوكر لمهاجمة حفلة تقاعد المفوض جوردون. ومع ذلك هذا الشخص منفصل عن الجوكر ولا يتم الكشف عن هويته.
- تظهر نسخة إقطاعية في اليابان من القلنسوة الحمراء في عام 2018 في فيلم الأنمي باتمان نينجا.

### ألعاب الفيديو
- تم التلميح للنسخة الأصلية من القلنسوة الحمراء في باتمان: مدينة آركام. في شريط مقابلة هوغو سترينج يذكر بأن الجوكر حصل على زي القلنسوة الحمراء من رجال فالكون لسرقة مصنع آس للمواد الكيميائية التي أدت إلى تحوله خلال معركة مع باتمان.
- تم التلميح للنسخة الأصلية من القلنسوة الحمراء مرة أخرى في باتمان: أصول آركام. في مقابلة مع هارلين كوينزيل، لدى الجوكر تسلسلًا قصيرًا للأسترجاع الفني يتحكم فيه اللاعب بشكل القلنسوة الحمراء. بعد ذلك، يصبح مظهر القلنسوة الحمراء بمثابة تذكار شخصي يمكن للاعب عرضه بحرية في قائمة الأضافات. يمكن العثور على تفاصيل عن الرداء الأحمر على لوحة باتمان للمعلومات الشخصية، كاشفة بأن القلنسوة الحمراء، قبل مواجهة آس للمواد الكيميائي، قام بعمليات جريئة مختلفة ضد مدينة غوثام، وتسبب في أضرار كافية في مخططاته التي كانت آنذاك عمدة هاملتون هيل لجعل القبض عليه عبر دائرة شرطة مدينة غوثام أولوية قصوى، سرق أكثر من 300,000 دولار، مما تسبب في مطالبة كين بالكشف عن نفسه (على الرغم من أن ملاحظات باتمان حول المسألة تشير إلى أنه ربما لم يكن مسؤولًا عن هذه الجريمة)، مع أفعاله التي كلفت غوثام أكثر من مليون ورقة نقدية، مع أعلان المفوض لوب في نهاية المطاف بأن القلنسوة الحمراء قد «هرب من المدينة». كما هو الحال في تحت القلنسوة الحمراء، كما تشير لوحة-الجريمة أيضًا إلى أن القلنسوة الحمراء ربما كان أشخاصًا متعددين وليس مجرمًا واحدًا.
- يتم ذكر النسخة الأصلية من القلنسوة الحمراء في ليغو باتمان: لعبة الفيديو كجزء من السيرة الذاتية للجوكر.
- يظهر إصدار جايسون تود من القلنسوة الحمراء في إصدارات نينتندو 3دي أس وبلاي ستيشن فيتا من  ليغو باتمان 2: أبطال دي سي الخارقين كشخصية قابلة للّعب.
- تظهر النسخة الأصلية من القلنسوة الحمراء كزي بديل للجوكر بإصدار DLC للعبة القتال الظلم: الآلهة بيننا.[15]
- يظهر إصدار جايسون تود من القلنسوة الحمراء كشخصية قابلة للّعب في ليغو باتمان 3: ما وراء جوثام، الذي عبر عنه تروي بيكر.
- يظهر تكرار جايسون تود في لعبة الفيديو 2015 باتمان: فارس آركام مرة أخرى عبر عنه تروي بيكر. عندما يتم الكشف عن هوية الشرير إلى باتمان في نهاية المطاف، فإن المواجهة النهائية تبدأ عندما يدمر باتمان قناع فارس آركام، مما يدفع جيسون للتخلي عنها والكشف عن خوذة القبة الحمراء تحتها. بعد قصة اللعبة الرئيسية، يتبنى جايسون لاحقاً شخصية القلنسوة الحمراء، وهو حارس مقتص قاتل بتدابير متطرفة، مثل أستخدام البنادق والقوة المميتة. وهو يرتدي نفس الخوذة الحمراء التي كان يمتلكها في نهاية القصة الرئيسية للعبة، لكنه الآن يرتدي سترة جلدية بيضاء ورمز خفاش على صدره، في قصة DLC.[16]
- يظهر تجسيد جايسون تود للقلنسوة الحمراء كنمط ترس أبداعي يسمى «خارج عن قانون غوثام» في عالم دي سي على الإنترنت.
- نسخة جاسون تود من القلنسوة الحمراء هي شخصية DLC قابلة للّعب في لعبة الفيديو الظلم 2 في نيذيرريالم، الذي تم التعبير عنه في الوقت الحالي من قبل كاميرون بوين. في نهايته، بعد أن يقتل برينياك، يتقاتل باتمان وسوبرمان مرة أخرى. ويعترف القلنسوة الحمراء بأنه، في الوقت الذي يدعم فيه قتل سوبرمان للمجرمين، فإنه لا يحب الديكتاتورية. عوضاً عن ذلك، تعهد جايسون بحماية الأبرياء بدلاً من أتخاذ أي جانب، في حين لا يزال يعاقب المجرمين في سبيله.[17]

### البضائع
- تم إصدار مجسم عمل للنسخة الأصلية كجزء من خط ألعاب فرقة العدالة دون حدود، مدرجة في مجموعة من 6 أرقام.
- في تموز / يوليو 2014, تم أصدار دي سي القابلة للتجميع نسخة من الـ52 الجديدة من جيسون تود كقلنسوة حمراء جنباً إلى جنب مع زملائه من الخارجين عن القانون (ارسنال وستارفاير).
- تم إصدار مجسم من القلنسوة الحمراء في خط «دي سي كوميكس المتعدد» لشركة ماتيل، استنادًا إلى ظهوره في باتمان فارس آركام.
- في عام 2015، أصدر فريق دي سي القابلة للتجميع جهاز غيمستوب الحصري القلنسوة الحمراء (جايسون تود) استنادًا إلى مظهره كالقلنسوة الحمراء في DLC للعبة الفيديو باتمان: فارس آركام. في عام 2016، أصدرت دي سي القابلة للتجميع شخصية أخرى لجايسون تود في السلسلة 3 من خط باتمان: فارس آركام، هذه المرة تضم إعادة تشكيل لجسم شخصية فارس آركام، وإعادة رسم طفيف لرأس شخصية القلنسوة الحمراء، والتي تصور أنتقال جايسون بين شخصية فارس آركام والقلنسوة الحمراء.
- أصدرت فونكو القلنسوة الحمراء مصغر في سلسلة خط باتمان: آركام.
- يتضمن خط إيماجينيكست دي سي الأصدقاء الخارقون، ويشمل جيسون تود القلنسوة الحمراء في حقيبة مكفولة من سلسلة 2 من 2016
- تشتمل ليغو ميني سلسلة 20 مجسم مصغر للقلنسوة الحمراء.